# Tage Sjögren
Tage Anton Ultimus Sjögren, född den 26 augusti 1859 i Färnebo socken, Värmlands län, död den 10 januari 1939 i Stockholm, var en svensk läkare. Han var son till Anton Sjögren och bror till Hjalmar Sjögren
Sjögren blev student vid Lunds universitet 1878 och medicine licentiat vid Karolinska institutet 1887. Han började tjänstgöra som militärläkare 1888 och var 1910–1916 regementsläkare vid Livgardet till häst samt 1917 fältläkare. Därjämte verkade Sjögren som framstående praktiserande läkare i Stockholm, där han upprättade ett mycket anlitat röntgeninstitut som han drev 1898–1922. Sjögren kreerades 1910 till medicine hedersdoktor av Karolinska institutet. Han tog initiativet till och ledde 1922–1924 en hjälpverksamhet för tyska studenter samt kallades 1924 till hedersborgare vid Berlins universitet. Sjögren är begravd på Lidingö kyrkogård.